# MacLaren
McLaren, MacLaren ili McCLaren je škotsko i irsko prezime. Oblik je preoblikovan u engleski iz izvorno gaelskog Mac Labhrainn što znači sin Labhranna (Lovre).

## Poznati MacLareni
- Bruce McLaren, novozelansdski vozač formule 1, osnivač momčadi McLaren
- Steve McClaren, engleski nogometaš i nogometni trener